# サツマカワRPG
サツマカワRPG（サツマカワアールピージー、1991年1月26日 - ）は、日本のお笑い芸人。ピン芸人としてR-1グランプリ2022年から3年連続決勝進出。またYes!アキト、どんぐりたけしとの3人組「怪奇!YesどんぐりRPG」としても活動する。
山梨県甲府市出身。ケイダッシュステージに所属する。ワタナベコメディスクール14期生、妻は歌手でタレントのでか美ちゃん。

## 来歴
山梨学院大学附属幼稚園・山梨県立甲府東高等学校・明治大学政治経済学部経済学科卒業。明治大学お笑いサークル「木曜会Z」のOBであり、同期には武家の女、漫画家のアーノルズはせがわ、YouTuberのおるたなChannel、後輩には大鶴肥満（現・ママタルト）、グルメライターの矢崎智也がいる。
大学2年時、ワタナベエンターテインメント主催の学生お笑いの大会「笑樂祭」にて準優勝を果たす。その際の優勝者である「ダージリン（現・サスペンダーズの依藤たかゆきが組んでいた早稲田大学寄席演芸研究会のコンビ）」が優勝特典であったワタナベコメディスクールへの無料入学を蹴ったため準優勝のサツマカワに声がかかり、2011年4月の大学3年時にワタナベコメディスクールへ14期生として入学。4年時には就職活動も行なっていたが笑いを獲る喜びが忘れられず、そのまま芸人デビューした。大学在学中の2012年4月頃から1年間ワタナベエンターテインメントに所属。その後フリー期間を経て、2015年7月より現在のケイダッシュステージへ所属が決まる。
普段はピンで活動しているが、稀にその日限りのコンビを組んでライブや賞レースに参加することもある。M-1グランプリ2015にはTEAM近藤とのコンビ「TEAMサツマカワ」として出場、3回戦進出。以後もM-1グランプリやキングオブコントにはこのTEAMサツマカワで出場し続けていたが2018年は諸事情によりTEAMサツマカワとしてM-1に出場不可となったため、サツマカワと同じくピン芸人であるどんぐりたけし・Yes!アキトと共にトリオ「怪奇!YesどんぐりRPG」を結成、3回戦進出となる。その後も『クーリングオフ型ネタ見せ番組 金返せショー』（フジテレビ）では「YesどんぐりRPG」として出演している。2024年のキングオブコントでは、高木貫太（ストレッチーズ）・松村祥維（ひつじねいり）とのユニット「トゥリオ」として出場、準決勝に進出した。M-1グランプリ2024では、こたけ正義感とのユニット「頭虚偽罪」で準々決勝に進出した。
R-1グランプリ（R-1ぐらんぷり）ではアマチュア時代の2011年大会から出場し、2022年大会で初の決勝進出。ここで披露したコント「放課後」は伊達みきお（サンドウィッチマン）などに高く評価された。当時の芸歴制限により翌2023年大会でラストイヤーとされたが、その次の2024年大会でこれが撤廃されたことで引き続き出場できるようになり、同大会まで3年連続の決勝進出を果たしている。
2024年3月9日、R-1グランプリ生放送直後に歌手でタレントのでか美ちゃんとの結婚をXにて発表した。

## 人物
- 趣味は大喜利。日本テレビの番組「笑点」の公開収録にも何度か行ったことがある[7]。大喜利の際は「カルパッチーノ」の名義を用いていた[15]。
- 特技は5歳から17歳まで12年間やっていたピアノ[7]。
- 姉と弟がいる。姉は美術家[16]。ゲーム製作者だった弟は2014年急逝[17]。
- ネタは一人コントの他、ショートコントも多い。学生芸人時代は尖った芸風であったが、デビュー後はハイテンションで腰の低いキャラクターとなった。持ちネタのうち、ショートコントでは難しい言葉をわかりやすい形にして披露するというネタがある[4]。ショートコントの前は必ず「お願いしまーす!」と大声で挨拶してネタに入っている。
- トレードマークのマッシュルームカットはウィッグである。元々マッシュルームカットを維持するため育毛剤を飲もうと考えていたが、薬嫌いの家族から猛反対に遭いウィッグを祖母に買ってもらった[18]。

### 芸名
- 旧芸名は「ABBAAB→→←ん」（エービービーエーエービーみぎみぎひだりん）[5]。
- 現在の芸名の由来は、自身の好きなゲームであるスーパーマリオRPG[19]。

## 出演
怪奇!YesどんぐりRPGとしての出演は、怪奇!YesどんぐりRPG#出演を参照。

### テレビ
- 学生才能発掘バラエティ 学生HEROES!（テレビ朝日）- 2011年6月16日 ABBAAB→→←ん名義
- 水曜日のダウンタウン（TBS）- 2015年8月5日、2020年11月25日
- 駆け込みドクター!運命を変える健康診断（TBS）- 2015年9月13日
- 原宿ドラゴン（TOKYO MX）- 2015年12月5日
- 『ぷっ』すま（テレビ朝日）- 2016年8月26日深夜
- バナナマンの爆笑ドラゴン（NHK総合）- 2016年9月24日
- 30秒芸人（NHK総合）- 2016年10月15日
- 新春さんま総選挙2017（TBS）- 2017年1月3日
- 内村てらす（日本テレビ）- 2017年1月5日・12日
- お願い!ランキング（テレビ朝日）- 2017年1月10日、11日、16日、18日、24日、25日、31日
- 前略、西東さん（中京テレビ）- 2017年1月28日・12月23日、2018年2月24日
- ひるキュン!（TOKYO MX）- 2017年2月28日、2018年3月19日
- 勇者ああああ（テレビ東京）- 2017年6月8日・11月9日、2018年11月29日
- わらたまドッカ〜ン（NHK Eテレ）- 2017年6月12日
- 明石家地下王国2（TBS）- 2017年7月12日
- さんまのお笑い向上委員会（フジテレビ）- 2017年8月5日、2018年2月17日
- 有吉ジャポン（TBS）- 2017年11月17日
- はやりば（中京テレビ）- 2017年12月8日
- ネプ&ローラの爆笑まとめ!スペシャルステージ（TBS）- 2017年12月20日
- 本能Z（CBC）- 2017年12月20日
- ZIP!（日本テレビ）- 2018年2月15日、3月14日
- 東京お笑いライブマニア“喜利ン児”（CSテレ朝）- 2018年3月23日、30日
- オールスター後夜祭（TBS）- 2018年3月31日・10月7日[20]、2019年4月7日[21]
- 潜在能力テスト（フジテレビ） - 2018年6月20日、7月24日
- 冗談手帖（BSフジ）- 2018年9月5日
- ウチのガヤがすみません!（日本テレビ）- 2018年9月25日、2019年3月5日
- ナカイの窓（日本テレビ）- 2018年10月24日
- スマートフォンデュ（テレビ朝日） - 2018年10月26日[22]
- ビートたけし独立してマージン分ギャラ下げるからあと2回ヤラせてTV（TBS） - 2018年12月26日
- 笑いが無理なら体張れ（TBS）- 2019年3月27日
- 突撃RPG!山梨生まれのスゴイ人!（山梨放送） - 2022年12月17日[23]

### ラジオ
- マイナビ Laughter Night（TBSラジオ） - 2015年9月19日[24]・10月17日[25]、2016年3月12日[26]、2017年4月14日[27]・5月19日[28]・9月15日[29]、2018年4月20日[30]・11月9日[31]、2021年6月11日[32]
  - 2015年10月17日・2021年6月11日放送回には今週の一番を獲得した。
- 土屋礼央 レオなるど（ニッポン放送）-2018年3月29日
- 爆笑問題の日曜サンデー（TBSラジオ）-2018年4月1日
- キャンパス寄席（NHKラジオ第一）- 2018年11月23日

### インターネットラジオ
- サツマカワRPGの今後いろんなお仕事をやっていく上でトークもできた方がいいと思ったのでラジオも頑張っていこうと思ったので始めることにしたラジオ→サツマカワRPGのスーパーラジオRPG（GERA、2023年5月16日 - ）[33]

### インターネット
- スピードワゴンの月曜The NIGHT（AbemaTV）- 2018年10月8日
- サツマカワRPGの大喜利ポコポコ（Youtube） - 2014年8月5日-12月2日
- サツマカワRPGの終電初対面（LINE LIVE） - 2017年3月25日-2018年1月20日
- 金8!ゲー夢Night（Youtube） - 2016年12月16日、2018年2月23日
- 篠崎愛の初体験ラボ アブナイ生検証バラエティー（AbemaTV）- 2018年3月7日
- 虎の門(AbemaTV) - 2018年11月18日
- XXCLUB大島とサツマカワRPGの「物量」 - YouTubeチャンネル

### 映画
- 劇場版 ほんとうにあった怖い話 事故物件芸人2（2021年1月22日）
- まーごめ180キロ（2023年5月19日）[34]

## ライブ・舞台
- 『すだちマッカーサーYes！』-（2016年6月5日〜2019年2月18日までほぼ毎月開催、以後不定期開催）Yes!アキト、スーパー3助、街裏ぴんく、小林ぼっち、どんぐりたけし、ヒコロヒー、ほか とのユニットライブ。当初どんぐりは音響などの手伝いだったが途中から芸人としてレギュラーとなった。
- 「ぴんサツ!」（2023年4月28日、なかのZERO小ホール）トゥインクル・コーポレーション所属・街裏ぴんくとのツーマンライブ[35]
- 「ミステリーピューロランド -大鶴肥満 緋色のウェディング-」（2024年9月15日、21日、23日、10月5日予定、サンリオピューロランド）[36]